# Desman
Desmanini, Desmaninae · Desmans
Tribu
Synonymes
- Sous-famille Desmaninae Thomas, 1912

Les desmans (/dɛ.smɑ̃/, ; Desmanini ou Desmaninae)  sont des mammifères soricomorphes appartenant à la famille des Talpidés (Talpidae). Ce sont des animaux insectivores qui ressemblent à des taupes, mais dotés d'une trompe et adaptés à la vie aquatique. Il n'en reste que deux espèces, menacées de disparition.

## Description
Les desmans ont pour caractéristiques communes d'être de petits mammifères aquatiques ou semi-aquatiques ayant adopté un régime alimentaire insectivore.
Dans leur morphologie particulière, on peut remarquer leur formidable aptitude à nager conférée par des pattes palmées, contrairement aux taupes qui utilisent leurs pattes avant pour creuser. Pour nager, les desmans utilisent leurs pattes arrière comme des pagaies à la fois pour se propulser et se diriger, complétées par une longue queue qui sert de gouvernail. Ils ont également pour caractéristique d'être pourvus d'une trompe préhensile à la place du nez. Cet appendice nasal sur-développé compense leur très mauvaise vue : il leur sert de pelle, de nez et de radar, car ils passent la majeure partie de leur temps à chercher des insectes, des larves et des œufs de poissons en remuant le fond de l'eau.

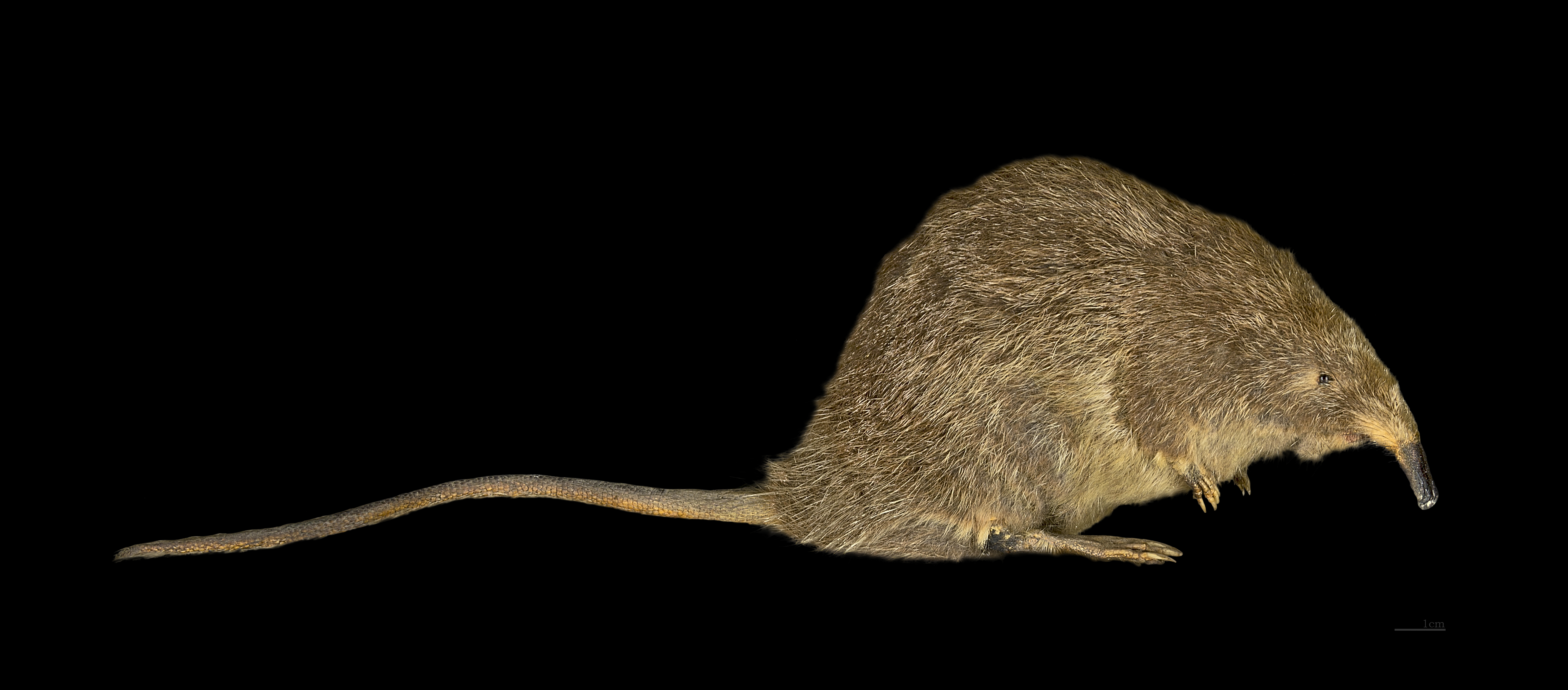
Galemys pyrenaicus
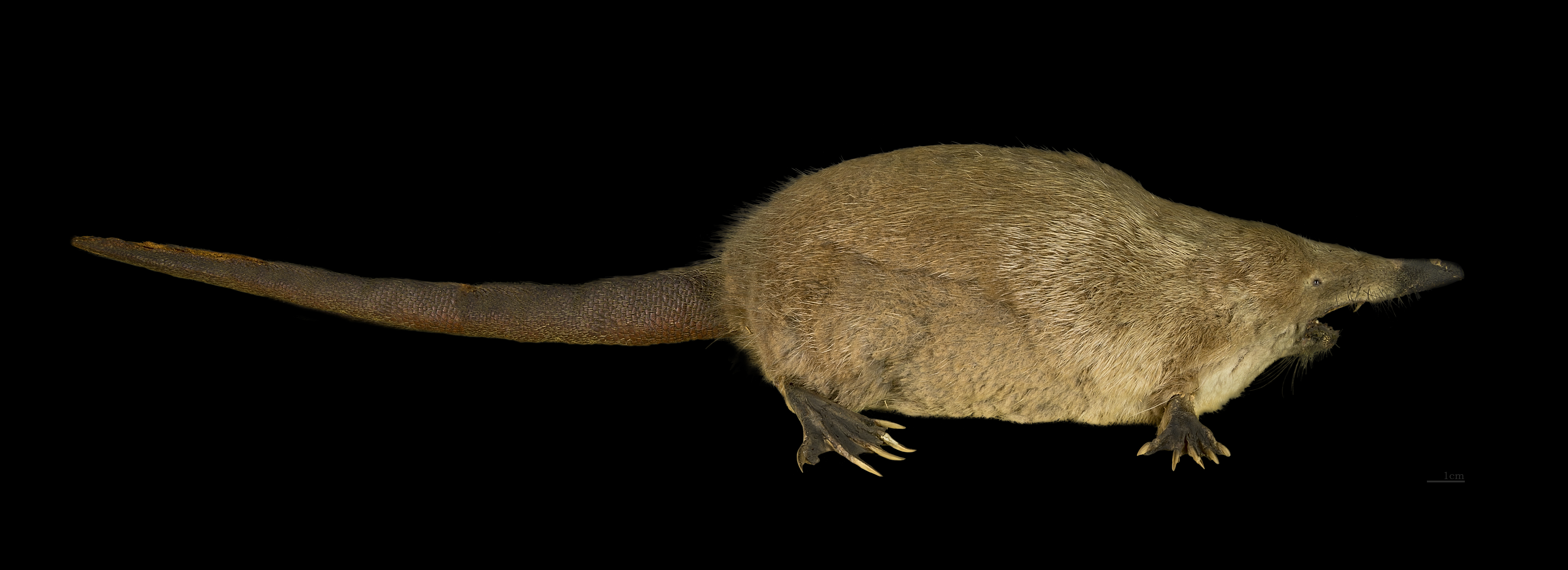
Desmana moschata

## Classification
La sous-famille des Desmaninae et la tribu des Desmanini ont été décrites pour la première fois en 1912, par le zoologiste britannique Michael Rogers Oldfield Thomas (1858-1929).
Au XXIe siècle, les spécialistes hésitent encore sur leur classification. Les desmans sont ainsi parfois encore considérés comme formant une famille distincte des taupes, les Desmanidae ou bien une sous-famille des Talpidés, les Desmaninae, mais les classifications récentes privilégient plutôt la tribu des Desmanini dans la sous-famille des Talpinae,.
Classification plus détaillée selon le Système d'information taxonomique intégré (SITI ou ITIS en anglais) :
 Règne : Animalia ; sous-règne : Bilateria ; infra-règne : Deuterostomia ; Embranchement : Chordata ; Sous-embranchement : Vertebrata ; infra-embranchement : Gnathostomata ; super-classe : Tetrapoda ; Classe : Mammalia ; Sous-classe : Theria ; infra-classe : Eutheria ; ordre : Soricomorpha ; famille des Talpidae ; sous-famille des Talpinae.
Traditionnellement, les espèces de cette famille sont classées dans l'ordre des Insectivora, un regroupement qui est progressivement abandonné au XXIe siècle.

### Liste de genres et espèces actuels

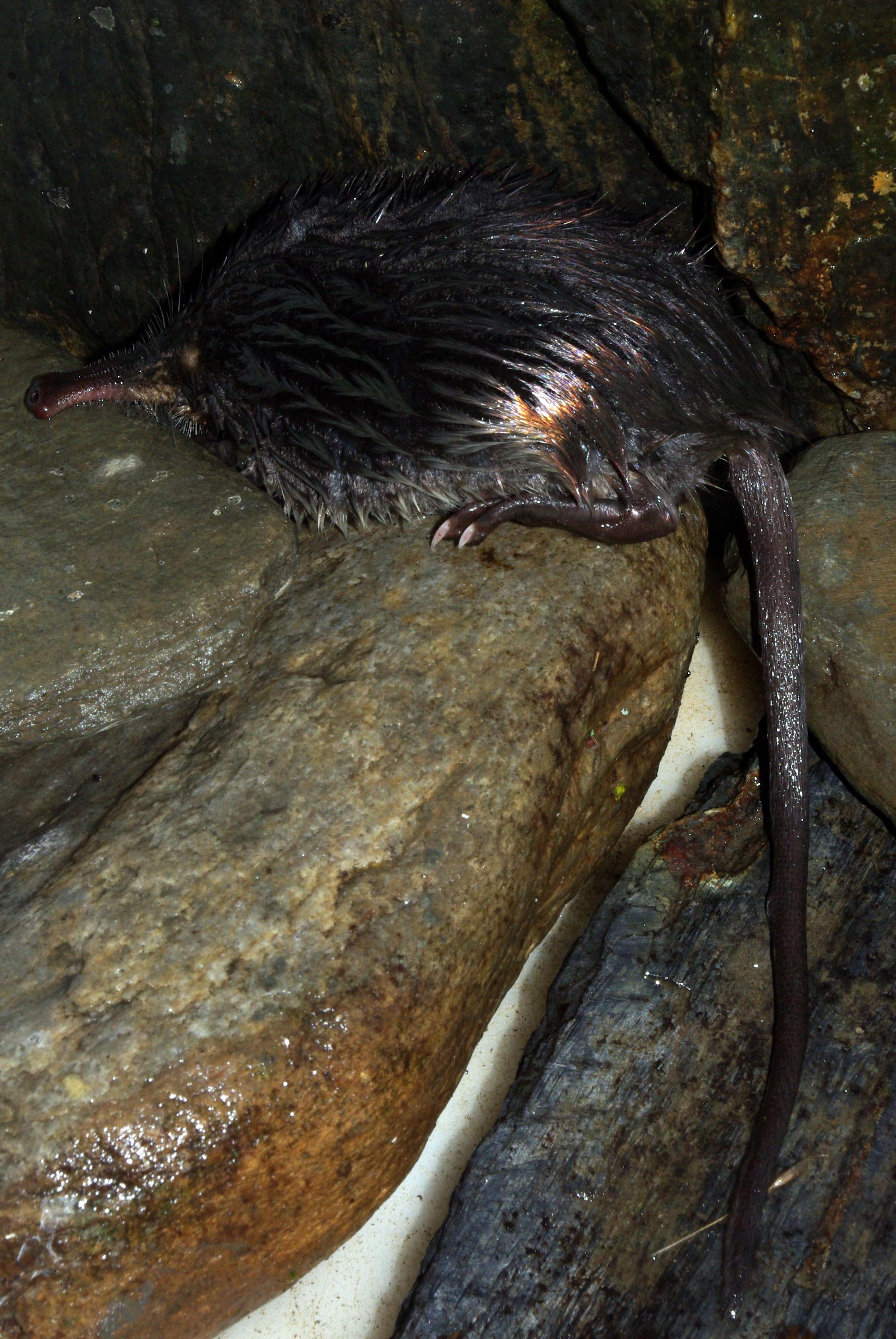
Desman des Pyrénées, tout juste sorti de l'eau, photographié en Espagne

La sous-famille des desmans comprend deux genres (chacun d'une seule espèce), selon Mammal Species of the World (version 3, 2005)  (2 mars 2015) et ITIS (2 mars 2015):
- genre Desmana Güldenstädt, 1777
  - Desmana moschata (Linnaeus, 1758) – Desman de Russie (parfois appelé desman de Moscovie)
- genre Galemys Kaup, 1829
  - Galemys pyrenaicus (É. Geoffroy Saint-Hilaire, 1811) – Desman des Pyrénées

### Liste des genres et espèces connus
La plupart des espèces ont disparu et ne sont connues que par des restes fossiles.
Selon Paleobiology Database (24 février 2015) :
- genre Archaeodesmana Topachevski and Pashkov 1983 (éteint)
  - † Archaeodesmana adroveri
  - † Archaeodesmana baetica
  - † Archaeodesmana brailloni
  - † Archaeodesmana dekkersi
  - † Archaeodesmana luteyni
  - † Archaeodesmana major
  - † Archaeodesmana primigenia
  - † Archaeodesmana turolense
  - † Archaeodesmana turolensis
  - † Archaeodesmana vinea
  - † Dibolia bifida
  - † Dibolia pontica
- genre Desmana Güldenstädt, 1777
  - † Desmana inflata
  - † Desmana kowalskae
  - Desmana moschata
  - † Desmana nehringi
  - † Desmana thermalis
  - † Desmana verestchagini
- genre Gaillardia Matthew 1932 (éteint)
  - † Gaillardia thomsoni
- genre Galemys Kaup 1829
  - † Galemys kormosi
  - Galemys pyrenaicus
  - † Galemys semseyi
  - † Galemys sulimskii
- genre Geomana Brunner 1957 (éteint)
- genre Mygalea Schreuder 1940 (éteint)
  - † Mygalea antiqua
  - † Mygalea jaegeri
  - † Mygalea magna
- genre Mygalinia Schreuder 1940 (éteint)
  - † Mygalinia hungarica
- genre Paratalpa Lavocat 1951 (éteint)
  - † Paratalpa brachychir
  - † Paratalpa meyeri
  - † Paratalpa micheli
- genre Storchia Dahlmann 2001 (éteint)
  - † Storchia biradicata

#### Bases de référence
- (en) Animal Diversity Web : Desmanini (consulté le 24 février 2015)
- (fr + en) ITIS : Desmanini  Thomas, 1912 (consulté le 24 février 2015)
- (en) Mammal Species of the World (3e  éd., 2005) : Desmanini Thomas, 1912 (consulté le 24 février 2015)
- (en) Paleobiology Database : Desmaninae Thomas 1912 (consulté le 24 février 2015)

#### Autres liens externes
- Programme Life+ nature en faveur du Desman des Pyrénées par le Conservatoire des Espaces Naturels de Midi-Pyrénées